# بخش مرکزی شهرستان نمین
بخش مرکزی شهرستان نمین یکی از بخش‌های تابعه شهرستان نمین در استان استان اردبیل ایران است.

## تقسیمات کشوری
- بخش مرکزی شهرستان نمین
  - دهستان دولت‌آباد
  - دهستان گرده
  - دهستان ویلکیج شمالی

شهرها: نمین

## جمعیت
بنابر سرشماری مرکز آمار ایران، جمعیت بخش مرکزی شهرستان نمین در سال ۱۳۸۵ برابر با ۲۵۰۹۸ نفر بوده است.